# شعار مالطا
شعار مالطا هو شعار النبالة والشعارات الأخرى في دولة مالطا.

## شعار النبالة المستخدم من 1975 إلى 1988
وكان قد أقر شعار النبالة المالطي في 11 يوليو/تموز 1975، وكان ذلك بعد تحول مالطا إلى جمهورية بعام. وكان يُظهر مشهدًا ساحليًا مع شمس تشرق، إضافة إلى قارب مالطي تقليدي («اللوزو»)، ومجرفة ومذراة وصبارة. وكل هذه الرموز مرتبطة نوعًا ما بمالطا. وكان مكتوبًا تحت هذه الصورة اسم الولاية «جمهورية مالطا». وما زال شعار النبالة هذا يستخدم في بعض الأماكن، حيث أنه ظل منتشرًا حتى 1 يناير/كانون الثاني 2008 عندما غيّرت مالطا عملتها إلى اليورو.

## معرض صور